# Carretera de circunvalación

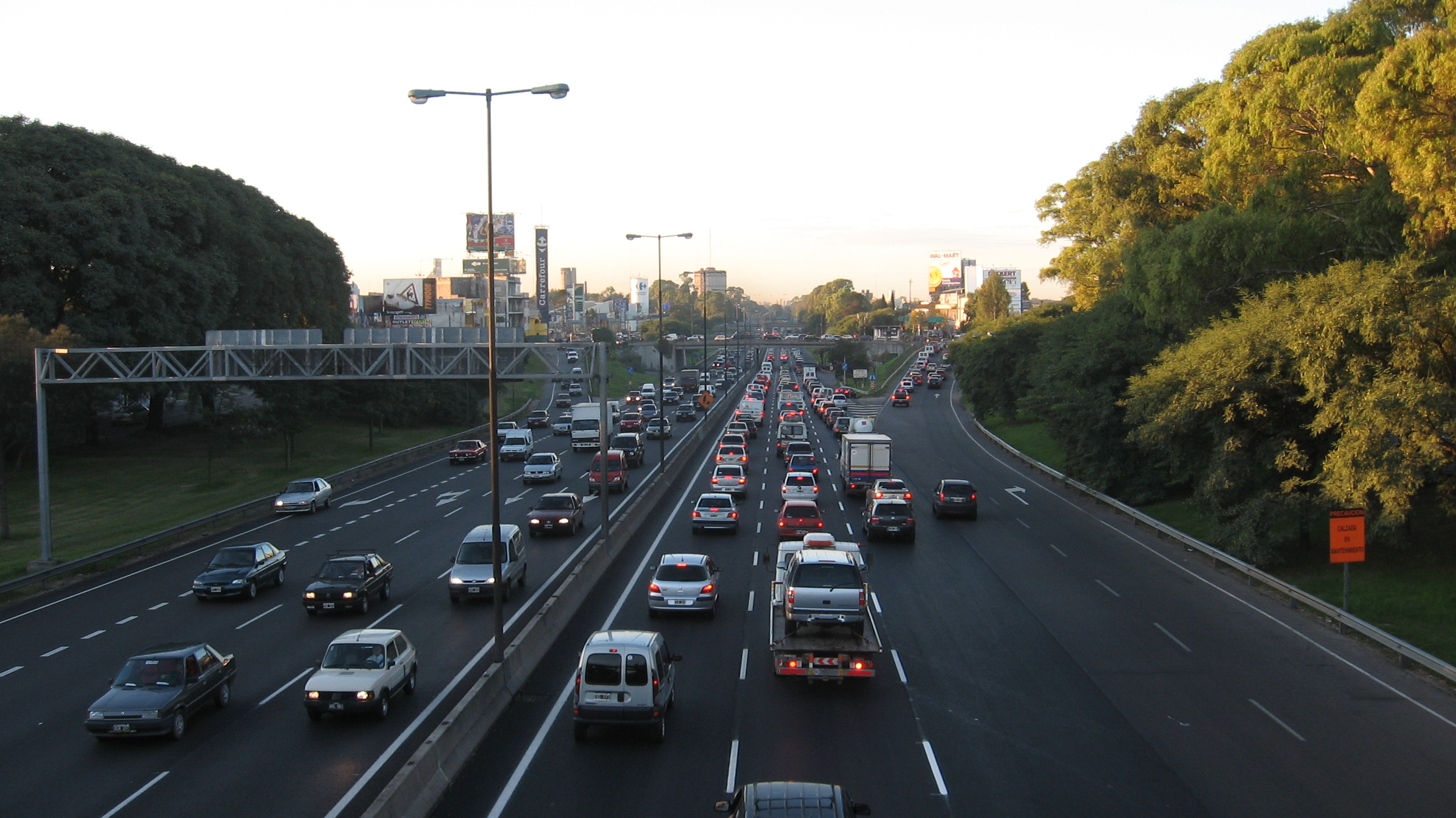
La avenida General Paz es la primera circunvalación de Buenos Aires.

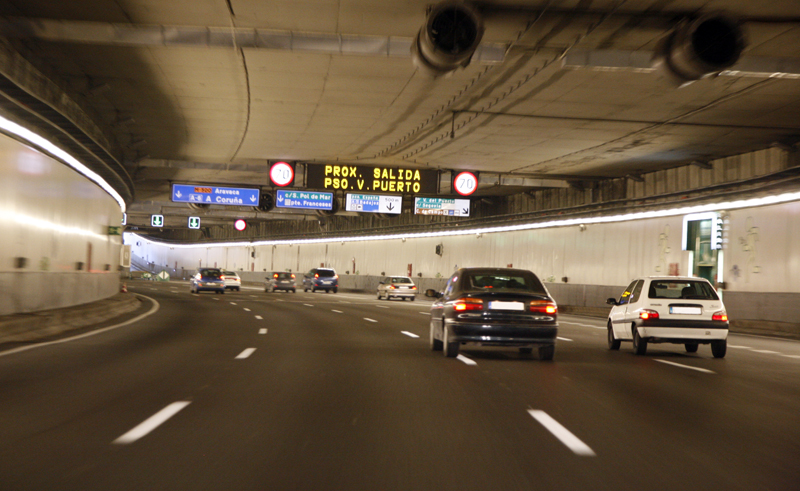
Un túnel de la autopista M-30, circunvalación de Madrid.

Una carretera de circunvalación, vía de evitamiento, ronda, anillo periférico, anillo perimetral o anillo vial es una autopista, carretera o avenida que circula alrededor o dentro de una ciudad o área metropolitana, rodeándola totalmente, con el fin de que los vehículos que no lo necesiten, eviten ingresar al centro urbano. Además los vehículos usan este tipo de vías para elegir el acceso al centro de la ciudad, o incluso para ir de un sitio a otro de una metrópolis. Esto las diferencia de las variantes o baipases que se construyen específicamente para que una carretera evite pasar por una zona urbana.
Pese a tener, por definición, un recorrido más largo al suponer un trazado alrededor de la ciudad, el tiempo requerido para circunvalarla es menor, puesto que la velocidad máxima de una carretera es mucho mayor que la de una travesía urbana.

## Descripción

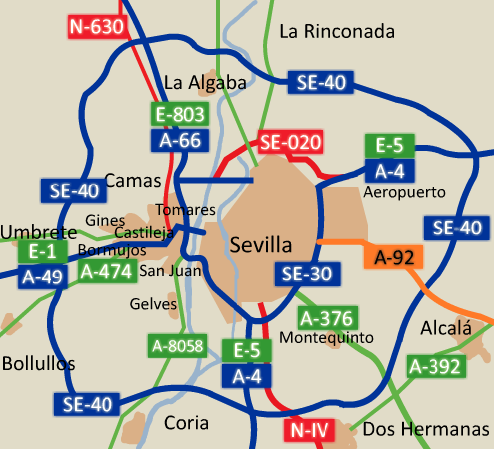
Mapa del área metropolitana de Sevilla, donde se muestra el proyecto a medio construir de su cinturón de circunvalación, la autovía SE-40, así como la vía de circunvalación de la ciudad, la autovía SE-30.

Tradicionalmente, las carreteras atravesaban las ciudades como travesías, sirviendo como grandes avenidas a estas ciudades y favoreciendo su desarrollo económico. No obstante, con la aparición del automóvil y las altas velocidades que permite en comparación con otros medios de transporte, se comienza a plantear la posibilidad de construir carreteras alrededor de las áreas urbanizadas, para acortar los tiempos de viaje y reducir los atascos y el riesgo de atropellos a peatones que implican las travesías.
El término puede referirse tanto a una serie de carreteras o caminos dentro o fuera de una ciudad que se han unido siguiendo el diseño de un urbanista para formar una red orbital, como a una carretera de circunvalación que se ha diseñado a nuevo con el mismo propósito. Este tipo de redes se construye para encauzar el tráfico vehicular en torno al centro de una ciudad o la totalidad de la misma, evitando que circule por sus calles y avenidas interiores.
Cuando la demanda del tráfico lo exige, es conveniente construir una circunvalación de mayor capacidad (autopista o autovía). También son diseñados con el propósito de controlar o impedir la expansión de la mancha urbana de una conurbación aunque con el paso del tiempo estas son traspasadas por las áreas desarrolladas requiriéndose la construcción de un nuevo anillo más alejado de las aglomeraciones, como en el caso Buenos Aires o Madrid u otras ciudades que poseen más de un anillo de circunvalación.
El otro cometido de las circunvalaciones es conectar entre sí las distintas carreteras radiales que parten de las ciudades.
Las circunvalaciones a menudo están habilitadas para que puedan circular solo automóviles y no tránsito pesado o solo vehículos autorizados o incluso contar con un solo sentido de circulación. Tienen en común no atravesar superficie urbana. De este modo, sus límites de velocidad son notablemente más altos que los 50 km/h de las vías urbanas.

## Circunvalaciones en países de habla hispana

### Argentina
En Argentina, salvo algunas excepciones, las circunvalaciones son parte de la red de rutas nacionales y se nomenclan con la letra A más un número de tres dígitos que empieza con 0.
Casi todas las grandes ciudades poseen circunvalaciones, sean avenidas como en el caso de Chivilcoy, La Plata y San Fernando del Valle de Catamarca, un sistema de rutas y avenidas como en Bahía Blanca o Río Cuarto (A005), o autopistas como en el caso de Córdoba (A019), Rosario (A008 y A012), Tucumán (A016) -incompleto-, Santa Fe (A007), San Juan (A014), Paraná -Tramo final en Construcción-, San Luis, Villa Mercedes, Salta -en construcción- o Buenos Aires que posee 4 anillos de circunvalación (la avenida General Paz o A001, el Camino de Cintura o RP4 -en partes autopista y en otras avenida-, el Camino del Buen Ayre -en construcción- y la RP6 -en proceso de conversión en autopista-). También existen proyectos para construir circunvalaciones en Comodoro Rivadavia, Caleta Olivia, Mar del Plata, Pico Truncado, Mendoza, Puerto Madryn,  Posadas.

### Chile
Circunvalando la ciudad de Santiago de Chile, se encuentra la avenida Circunvalación Américo Vespucio, cubierta por dos autopistas, Vespucio Sur y Vespucio Norte, siendo completada por el Túnel San Cristóbal, que cruza de forma subterránea el parque metropolitano de Santiago (también conocido como cerro San Cristóbal).
En la mayoría de las ciudades a las que une la Ruta 5 entre La Serena y Puerto Montt han sido reemplazados los antiguos caminos que las atravesaban por vías que las rodean parcialmente con características de autopista, a excepción de Santiago y Talca donde el trazado ha sido desnivelado y no cambiado por uno periférico.
Otras variantes se encuentran en Valparaíso con la Autovía Las Palmas, en Melipilla con la Variante Melipilla y Concepción con el baipás de Coronel y de Penco.

### Colombia
En Colombia se denominan Av. circunvalares o Av. circunvalación, se encuentran alrededor de algunas ciudades, en forma parcial o completa. En Bogotá se encuentra la avenida Circunvalar que va por el oriente de la ciudad al pie de los Cerros Orientales, se localiza siempre sobre la cota 2800 inicia en el barrio Egipto sobre la calle 6° y culmina en la calle 92 (9 km en total) desde donde se convierte en la carreretera al municipio de La Calera. Existen avenidas circunvalares en otras ciudades, en Barranquilla donde rodea todo el sur y el occidente y recorre 22 km., Valledupar posee un circuito de circunvalación completo formado por las Av. del río, Av. carrera 4°, Av. calle 44, Av. cra 30, cra 23, Av. Calle 1 o Av. Sierra Nevada. posee 18 km. Pereira, Cúcuta, Villavicencio, Neiva, Montería, Tunja y Popayán también poseen circunvalaciones. En algunas poblaciones situadas sobre vías nacionales de importancia, se construyen desviaciones denominadas variantes con el fin de evitar la entrada de vehículos a las zonas céntricas de las poblaciones.

### Costa Rica

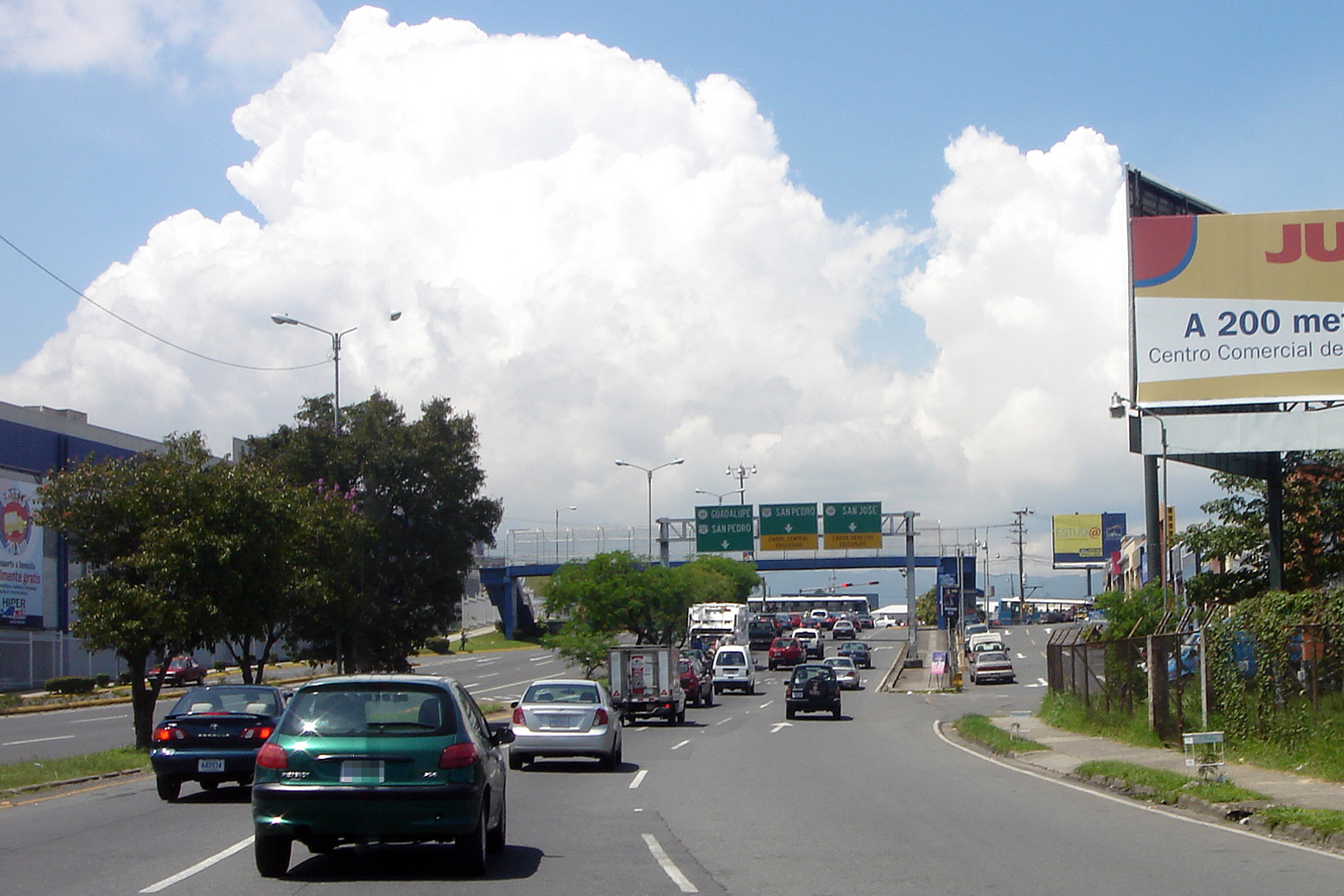
Carretera de Circunvalación en Costa Rica

La carretera de Circunvalación o paseo de la Segunda República es en Costa Rica la Ruta 39, esta es una de las principales arterias de tránsito de la ciudad capital de San José, la cual comienza en el cruce entre Goicochea y La Uruca hasta la Intersección de Guadalupe, la cual es denominada la Ruta 108 y 100. Luego, el tramo Este, está comprendido entre la Rotonda de la Bandera, entre este sector se encuentra la Universidad de Costa Rica y sale la Ruta 2 conocida también como la continuación desde San José de la Carretera Panamericana; pasando por el Puente de Casa Presidencial justo en el distrito josefino de Zapote, y termina en la Rotonda de las Garantías Sociales.
En el sector Sur, el cual es desde la Rotonda de las Garantías Sociales la cual sirve como unos de los principales cruces de San José, continúa por el Puente de la Y Griega, paso a desnivel en el cruce de Paso Ancho donde se ubicaba la rotonda de La Guacamaya, San Sebastián y el último curce sería el paso a desnivel en el cruce de Alajuelita, zona conocida como el "Antiguo Rancho Guanacaste". El sector Oeste está comprendido entre la anterior Rotonda hasta; de nuevo, el cruce entre Goicochea y la La Uruca entre estos sectores es donde salen principales rutas, entre están la Carretera Panamericana conocida también como Ruta 1 y la Ruta 27, la cual comunica San José con Caldera, inaugurada en enero de 2010.

### Ecuador
En Ecuador algunas ciudades tienen circunvalaciones o vías perimetrales, en especial las capitales de las provincias como Guayaquil y Cuenca. El límite de velocidad en este tipo de vías en Ecuador es de 90 km/h para vehículos livianos y 70 km/h para vehículos de pasajeros y de carga, a menos que se indique lo contrario. Además en algunos casos existen ciertas restricciones en la construcción de edificaciones en este tipo de vías.
En el caso específico de Guayaquil, el crecimiento urbanístico informal, ha sobrepasado los límites de la vía Perimetral y esta prácticamente se considera ya, dentro del límite urbano.

### España

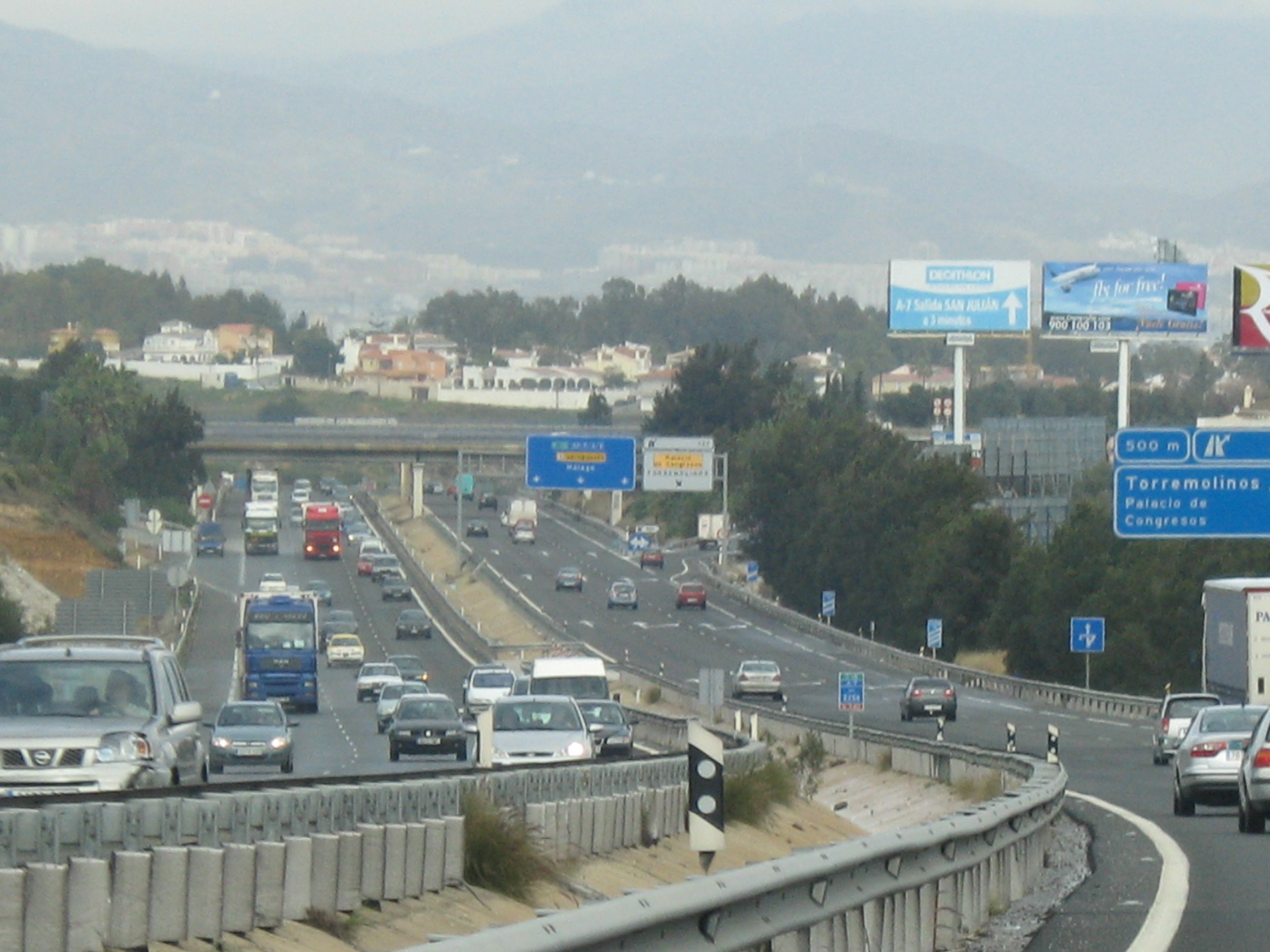
La A-7 circunvala el área metropolitana de Málaga por el norte.

Artículo principal: Anexo:Autopistas y Autovías urbanas de España
En España, las autovías de circunvalación se nombran con el código de la ciudad circunvalada y dos números. El primero indica el radio del anillo con respecto al centro de la ciudad, y el segundo es un cero en referencia a la forma circular de la carretera.
Por ejemplo, las autopistas de circunvalación de Madrid se llaman M-30, M-40 y M-50, siendo esta última la de mayor radio. Las hipotéticas primera y segunda circunvalación han sido absorbidas por el núcleo urbano en su crecimiento y pasado a formar parte de las calles de la ciudad. En Barcelona, las autopistas de circumvalación se denominan Rondas, la Ronda de Dalt, Ronda del Litoral y la Ronda del Mig.
Las circunvalaciones suelen ser anillos cerrados, especialmente si la ciudad circunvalada está en el interior y no tiene salida al mar, por lo que es posible rodearla completamente con una carretera. Ejemplos claros son ,  Burgos  (BU-30) 37,5 km, Madrid (M-30) 32 km, Sevilla (SE-30) 22 km, Valladolid (VA-30) 21,6 km, Logroño (LO-20) 18 km o Murcia (MU-30) 9,5 km.
Existen excepciones como las variantes de Bilbao. Ejemplos son, la AP-8 (Variante Sur Metropolitana), BI-631 (Variante Este), BI-604 (Variante Norte - Corredor de Enekuri) o el trozo de la A-8 (Solución Sur de Bilbao)
Los anillos de circunvalación pueden no estar completamente cerrados por diversos motivos. El más habitual es la dificultad de construirlo por el litoral de la ciudad, como los casos de Gijón (A-8, GJ-10 y GJ-81), Huelva (H-30), Málaga (A-7/MA-20), Palma de Mallorca (Ma-20), San Sebastián (A-8), Santander (S-30) o Vigo (VG-20).
Otro motivo por el que puede no estar completo el anillo son las circunstancias naturales, como en el caso de Granada, que sólo es circunvalada por la GR-30 por el oeste, porque al este se encuentran las montañas de Sierra Nevada; o la propia Madrid cuya M-50 no está cerrada puesto que el trazado pasaría por el espacio protegido del monte de El Pardo.
También puede suceder que una circunvalación tenga un trazado completamente urbano debido al crecimiento de la ciudad como es el caso de la Circunvalación de Albacete.

### Guatemala

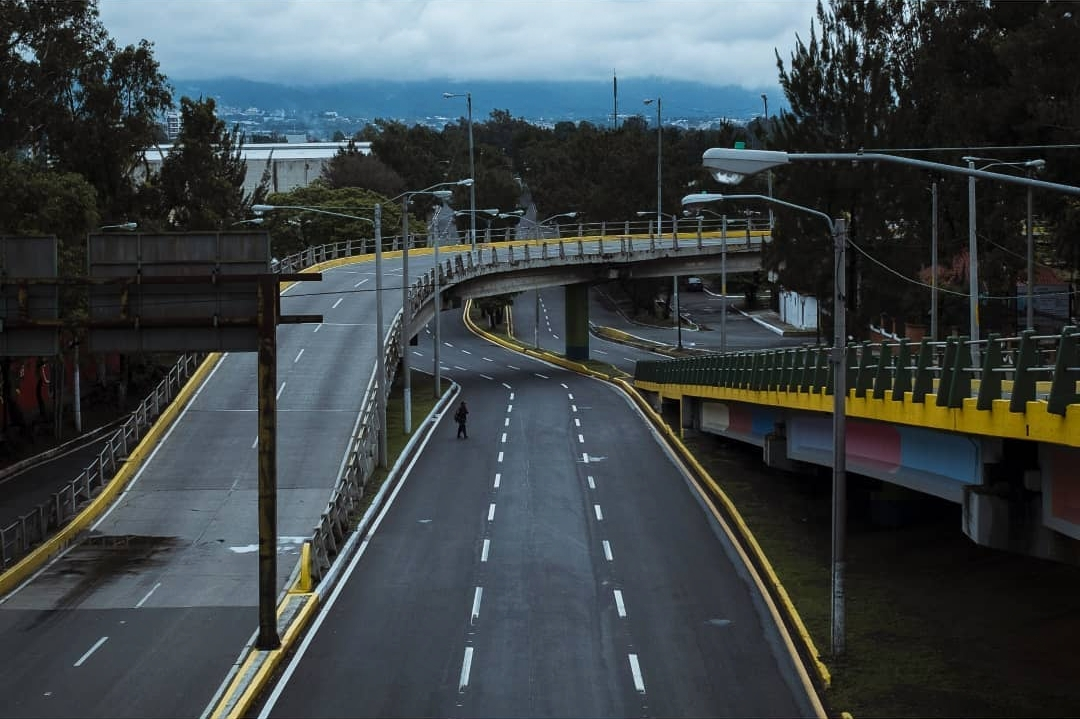
Inicio del Anillo Periférico en la Ciudad Universitaria, zona 12 de la Ciudad de Guatemala.

En Guatemala, la ciudad capital, Ciudad de Guatemala cuenta con una vía de circunvalación parcial construida durante la alcaldía de Manuel Colom Argueta (1970-74), el cual es denominado Anillo Periférico, conecta a las zonas 1, 7, 11 y 12, que representan el lado occidental de la ciudad. Su recorrido virtual inicia desde la ruta al Atlántico (zonas 17-18-19) que viene desde Puerto Barrios, en el Caribe, continuando por la calle Martí (entre zonas 1, 2 y 6) sin ingresar al centro, al final de la calle Martí atraviesa el Puente El Incienso y es a partir de acá que inicia el verdadero recorrido del Periférico de aproximadamente 10 kilómetros, pasando principalmente por las zonas 7 y 11. A pesar de que el Periférico termina en la entrada principal de la Ciudad Universitaria de la Universidad de San Carlos de Guatemala, el último desvío importante con amplia reducción de tráfico es en el puente vehicular que conecta con la Calzada Raúl Aguilar Batres, la cual se dirige hacia el sur de la ciudad y hacia el océano Pacífico en el Puerto de San José. Otros desvíos importantes durante su recorrido, también valiéndose de tréboles para hacer el intercambio de tráfico, se dan en la Calzada Roosvelt (ruta hacia Occidente y carretera Interamericana), Calzada San Juan y Puente el Naranjo.
La ciudad de Quetzaltenango cuenta con una vía de circunvalación parcial que conecta la Autopista de los Altos con la RN-01, dicha vía también conocida como Periférico de Quetzaltenango sirve de conexión terrestre entre Salcajá y La Esperanza, además conecta la ciudad con el Aeropuerto Internacional de Occidente. En Guatemala existen otras vías de circunvalación como el Libramiento de Chimaltenango, la Autopista Palín-Escuintla y la Autopista VAS que conecta varias ciudades en el área metropolitana de Guatemala.

### Honduras

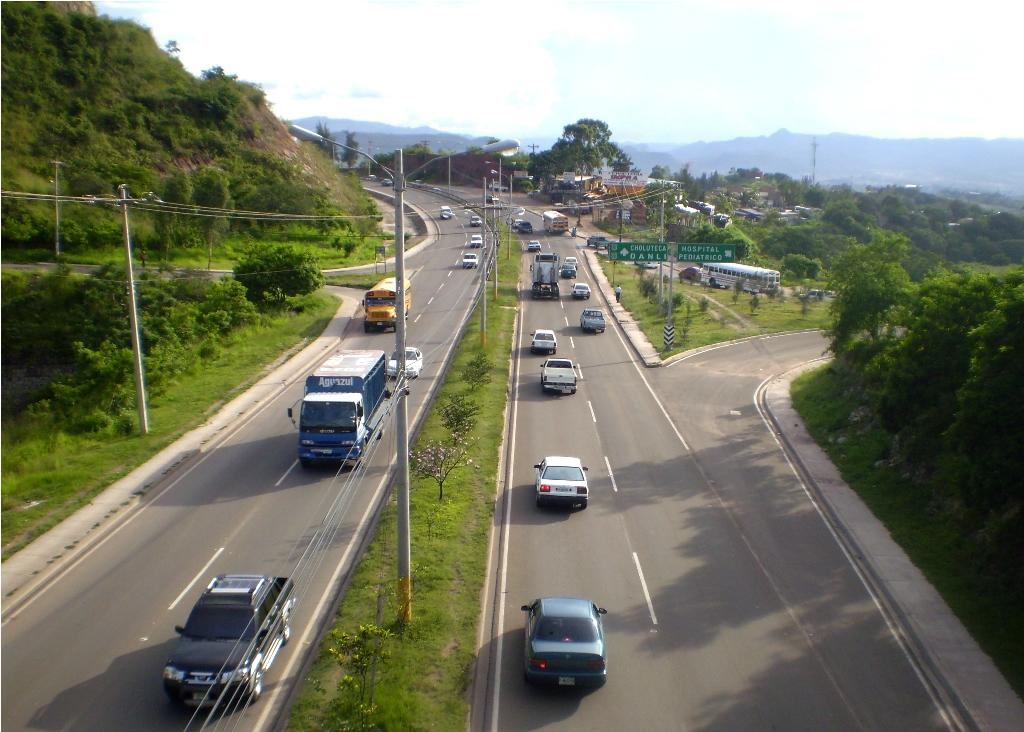
Anillo periférico en Tegucigalpa, M.D.C.

En Honduras, varias ciudades del país tienen vías de circunvalación. Para el caso, en Tegucigalpa existe el Anillo Periférico de Tegucigalpa una vía de 4 carriles, con intercambios, pasos a desnivel y nivel. Esta vía recorre el oeste y el sur de la ciudad por 32 kilómetros, conectando la carretera CA-5 que une la capital con San Pedro Sula al norte y Choluteca al sur, así como también la carretera CA-6 que une a Tegucigalpa con la frontera con Nicaragua y con la carretera departamental 25 que conduce a Valle de Ángeles y Cantarranas. Esta avenida no es un circuito sino que sólo rodea una parte del área urbana debido a la protección del parque nacional La Tigra al este de la ciudad.
Es considerada la vía de tránsito más rápida, pero a la vez congestionada, su ruta hasta el 2003 es desde el Embalse los Laureles hasta el final del Bulevard Los Próceres a la altura de la colonia 21 de octubre y carretera a Valle de Ángeles, por el mismo pasa lugares emblemáticos e importantes sitios de la ciudad como lo es el Aeropuerto Internacional Toncontín, Basílica de Suyapa, la Universidad Nacional Autónoma de Honduras UNAH, UNITEC, Nacional de ingenieros Coliseum o Coliseo NI, Villa Olímpica de Tegucigalpa, Empresa Nacional de Energía Eléctrica, y varias vías importantes a desnivel como lo es la CA-5, CA-6, Bulevard Fuerzas Armadas, Centroamérica, Comunidad Economía Europea, Suyapa, Morazán, Los Próceres y varias avenidas importantes como la carretera a Lepaterique, Tatumbla, Nueva Suyapa y otras aldeas y caseríos.
En San Pedro Sula, existen dos carreteras: la avenida Circunvalación, una vía de 6 carriles que rodea el centro de la ciudad, siendo una de las más importantes. De ella salen otras vías de igual importancia como el bulevar Morazán, bulevar del Norte, bulevar del Sur y bulevar José Antonio Peraza. También en San Pedro Sula se encuentra el 2.º Anillo Periférico, que es una autopista de 4 carriles con intercambios y pasos a nivel que está en etapa de construcción y conecta la carretera CA-5 que viene de Tegucigalpa, con la carretera CA-4 que conecta la zona occidental del país y con la carretera CA-13 que viene de Omoa y Puerto Cortes y conecta con Tela, La Ceiba y otras ciudades del resto del litoral Atlántico Hondureño. Una vez finalizada esta vía tendrá 21 kilómetros de longitud.
Es una vía que lleva hacia el Estadio Olímpico Metropolitano y la Autopista a La Lima que lleva hacia el Aeropuerto Internacional Ramón Villeda Morales y la autopista a Puerto Cortés
Existen otras ciudades que poseen carreteras de circunvalación como La Ceiba, La Esperanza, Gracias y La Paz,

### México

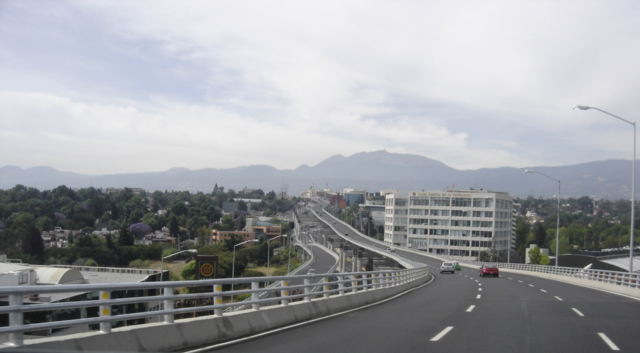
El segundo piso del Periférico de la Ciudad de México.

La Ciudad de México posee 6 anillos de circunvalación. El primero es el antiguo Anillo de Circunvalación, que rodea la parte histórica de la ciudad cuyo trazo data casi desde la época azteca pues en muchos casos es el límite del islote de Tenochtítlan, que se mantuvo durante la época colonial cuando la ciudad era relativamente pequeña y hoy es un cuadrante más de avenidas en la retícula de la ciudad. El Circuito Interior, hoy Circuito Bicentenario, resultado de la unión de varias avenidas y calzadas para hacerlo continuo, aunque es de alta capacidad, no es de alta velocidad en todas partes. El Anillo Periférico, realizado de forma similar al anterior y diseñado para una mayor capacidad y velocidad, que en algunos tramos tiene segundos pisos, y distribuidores viales. El reciente Circuito Exterior Mexiquense, de alta velocidad y de cuota, es un arco en sí y no un circuito, bordea el área urbana de la metrópoli y enlaza la zona suburbana circundante y junto con el libramiento Chamapa - La Venta en el poniente del valle forman un semicircuito alejado entre 25 y 40 kilómetros del centro de la ciudad. Está construido el Libramiento Arco Norte (223 km) que circunvala el área conurbada y suburbana del Valle de México por el Norte y Oriente, alejado 80 kilómetros en promedio desde el centro y se pretende construir el Libramiento Arco Sur; ambos rodearán la metrópoli casi por completo exceptuando el poniente, que complementan igualmente con el libramiento Chamapa - La Venta. Éstos, incluso en conjunto no completarán un anillo, dado que ya no es necesario porque libran completamente la zona conurbada de la Ciudad de México. Entre el Anillo Peiférico y el Circuito Exterior Mexiquense existe otro anillo no oficial formado por el libramiento Chamapa-La Venta (vía rápida de cuota), la Vía López Portillo (que es una avenida troncal de muchos centros urbanos y no es de cuota, por lo cual está constantemente saturada), la carretera Texcoco-Lechería (una carretera suburbana en partes y avenida troncal en otras) y la carretera federal México - Texcoco, en condiciones similares a la Vía López Portillo; que hasta antes de la construcción de las autopistas de cuota Circuito Exterior Mexiquense y Libramiento Arco Norte era una forma de librar la zona urbana de mayor densidad, pues el Anillo Periférico ha quedado contenido dentro de la urbe.
Guadalajara cuenta con 3 anillos, el primero es la Circunvalación, la cual recibe los nombres R. Michel, Washington, Agustín Yáñez, López Mateos, Álvarez del Castillo, División del Norte, Dr. Atl, Oblatos, Artesanos, Elías Calles, San Jacinto, San Rafael y Niños Héroes Tlaquepaque. El segundo Anillo recibe el nombre de avenida Patria, la cual no está totalmente conectada, los tramos más importantes se encuentran en Guadalajara y Zapopan, además de tramos aislados en Tlaquepaque y Tonalá. El tercer anillo es el Anillo periférico Manuel Gómez Morin el cual recorre de San Martín de las Flores en Tlaquepaque hasta el centro de Tonalá, cruzando por la parte central de Zapopan y el norte de Guadalajara, este anillo no esta concluido, sin embargo cuenta con una extensión en el oriente de la ZMG, iniciando en San Gaspar Tonalá y concluyendo en la Carretera Chapala a la altura del Aeropuerto Miguel Hidalgo, atravesando el corredor industrial de El Salto.
Monterrey posse 4 anillos de circunvalación: el Anillo Intermedio 210, el cual es el anillo más interno de la ciudad y rodea a la Zona Centro, este anillo es una autopista en toda su extensión excepto en la Parte Oriente; también existe el Circuito de la Unidad o Anillo Vial Metropolitano 410, el cual es el segundo anillo interno y es una autopista urbana en su parte poniente y sur. También se encuentran el Libramiento y Periférico (40D), pero funcionan como libramientos, ya que no rodean por completo la ciudad debido a las montañas y zonas naturales protegidas.
En Mérida, la capital del estado de Yucatán posee 2 anillos de circunvalación, el Circuito Colonias, que cruza por el interior de la ciudad y que pasa por varias avenidas y Colonias importantes y el Anillo Periférico de Mérida Manuel Berzunza, cuenta con una longitud de 50 kilómetros, 6 carriles (3 por sentido), actualmente con 20 puentes que funcionan como Distribuidor Vial los cuales interconectan a la ciudad con otras ciudades, poblados y carreteras.
En Puebla de Zaragoza se cuenta con el Periférico Ecológico -incompleto- y la ciudad de Aguascalientes la cual cuenta con tres anillos 1.er anillo o Av de la convención de 1914, 2.º anillo o Av Aguascalientes y el 3.er anillo o Av Siglo XXI el cual actualmente esta por terminarse su última etapa cabe destacar que a diferencia de otras ciudades, estos anillos se crearon como tal y es una sola avenida y no la unión de varias calles y avenidas lo cual los hace únicos en todo el país.
San Luis Potosí cuenta con un anillo periférico que encierra toda la Zona metropolitana de los municipios de San Luis Potosí y Soledad de Graciano Sánchez, construido como un solo anillo y no como calles subsecuentes, la ciudad aún no supera los límites del anillo periférico en su totalidad, que son de promedio de 6 km de radio desde el centro histórico, salvo algunas zonas como la zona surponiente de la ciudad, mientras en el extremo opuesto, la Zona Industrial y Villa de Pozos hasta Soledad de Graciano Sánchez, superando los límites por el lado oriente del anillo periférico, cuenta con un libramiento en el lado Sur-poniente donde se separan 2 caminos y vuelven a encontrarse después de superar la Zona Residencial Lomas de San Luis. 
Se encuentra en construcción el 2° anillo periférico que por el momento solo esta en etapa de libramientos , actualmente libramiento oriente y libramiento norte, circunvalando la ciudad con un radio aproximado promedio de 15 km desde el centro histórico.

### Nicaragua
En Managua en el este, se encuentra la avenida Circunvalación Mercado Mayoreo.
En Masaya en el norte, se encuentra la avenida Circunvalación Nindirí - Empalme las Flores.

### Panamá
Los corredores Norte y Sur circunvalan la ciudad casi en su totalidad.

### Perú
En Lima, la carretera Panamericana Norte y la carretera Panamericana Sur están unidas mediante una autopista de circunvalación denominada Vía de Evitamiento, que forma parte de ellas, circunda el Centro de Lima y atraviesa los distritos de El Agustino y Ate. En esta autopista, el punto de kilometraje (kilómetro 0) de ambas Panamericanas se ubica en el Puente Santa Anita (sobre la Carretera Central). El tramo de circunvalación es desde el Trébol del Puente del Ejército, conocido como también como Trebol de Caquetá (puente de las avenidas Alfonso Ugarte y Caquetá) hasta el Intercambio Vial Sur (puente sobre la avenida Javier Prado).

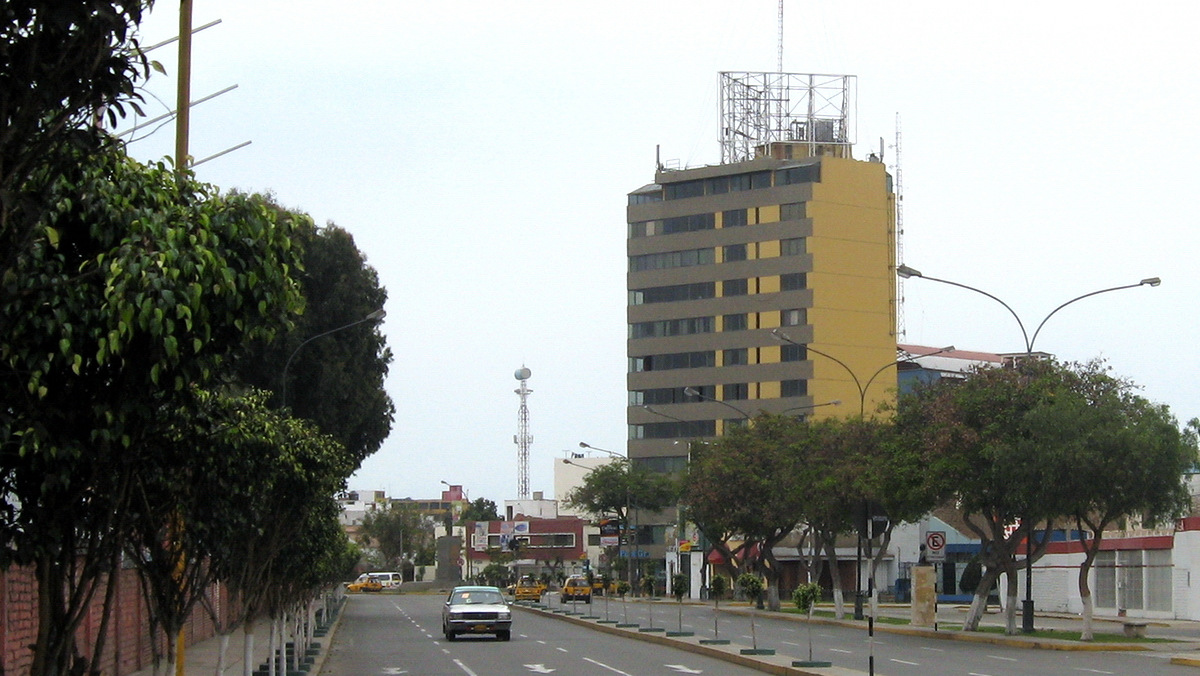
Vista parcial de la Avenida España, primer anillo vial de la ciudad de Trujillo.

Trujillo, cuenta con 3 anillos viales: la Av. España, cuyo nombre original era Circunvalación Menor, es el anillo vial más antiguo e interno de la ciudad, construida en forma elíptica, sigue el trayecto de la antigua muralla de Trujillo y urbanísticamente circunda el llamado centro histórico de Trujillo. El segundo anillo vial de la ciudad, está constituido por la avenida América, llamada originalmente Circunvalación Mayor, esta vía está dividida en tres sectores, Norte, Sur y Oeste; completa el segundo anillo vial de la ciudad, la avenida Pablo Casals. El tercer anillo vial, lo constituye la llamada Vía de Evitamiento, que circunda la ciudad y conecta por el norte con la Carretera Panamericana, en el distrito de Huanchaco, y por el sur, con la Carretera Industrial, vía que la conecta con la sierra de Región La Libertad y con la Carretera Panamericana, interconectando la ciudad con el sur del país.

### República Dominicana
En la República Dominicana el modelo de circunvalación se encuentra en ciudades como Santo Domingo, Baní, Azua y Santiago. La Circunvalación de Santo Domingo, rodea la ciudad conectando el este, norte y sur, ayudando a dar una vía rápida, evitando la ciudad. Lo mismo pasa con Santiago, con la Circunvalación Norte, que ayuda a evitar a Santiago, cruzando por el norte. Las ciudades de Baní y Azua contienen circunvalaciones que esquivan por el sur, ayudando a fluir la Carretera Sánchez. 

### Uruguay
En Montevideo, el Anillo perimetral es una autovía de 2 carriles de cada lado, que circunvala la ciudad capital, haciendo más fluido al tránsito que transita de este a oeste, y de esta manera conectando la zona portuaria con el aeropuerto sin la necesidad de adentrarse en la mancha urbana.

## Circunvalaciones en el resto del mundo

### Europa

#### Londres
La M25, circunvalación de Londres, con más de 190 km  está considerada como una de las autopistas de circunvalación más largas de Europa.

#### Berlín
La A10 de Berlín tiene más de 190 km. 

#### París

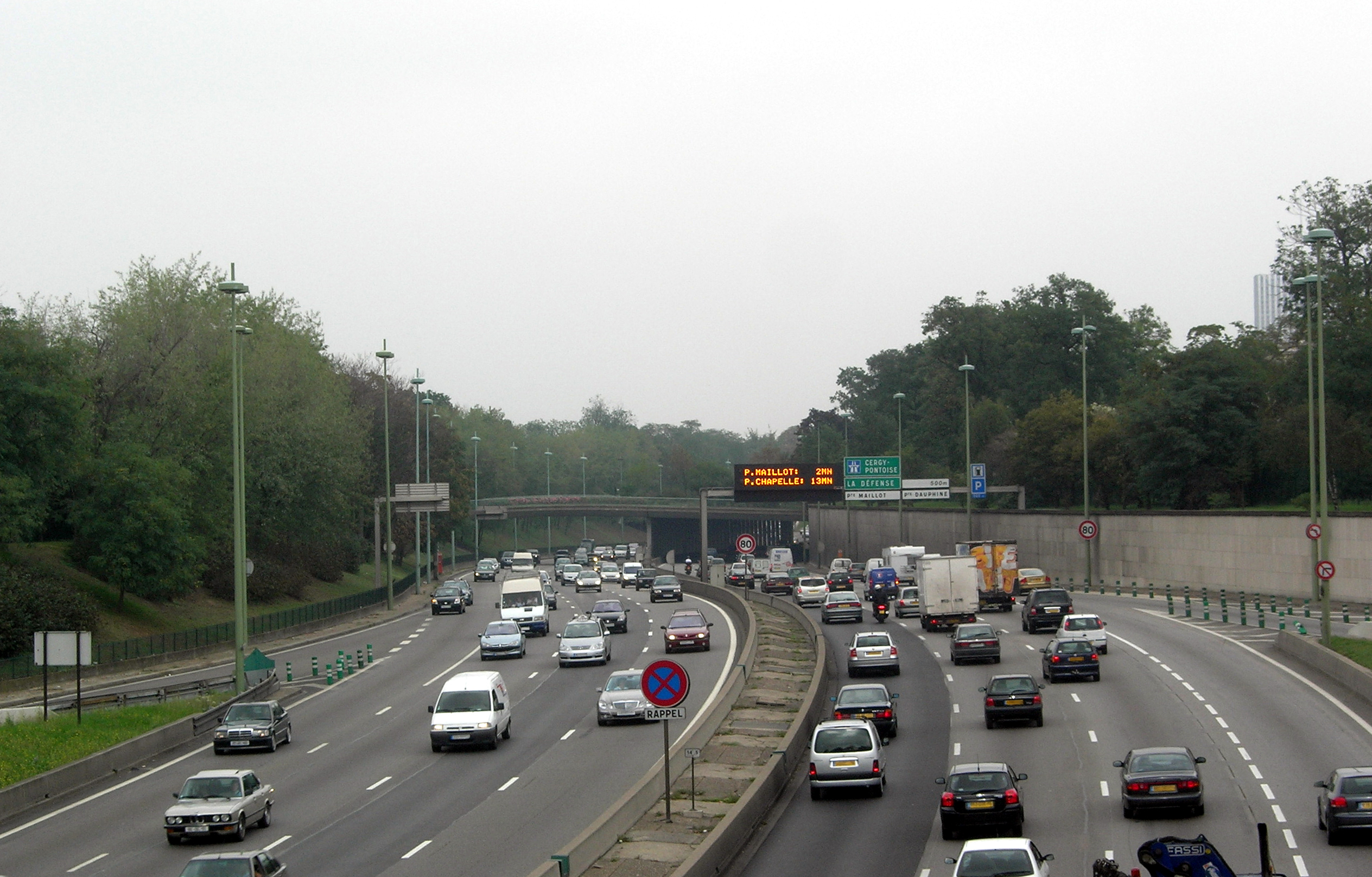
París: Boulevard Péripherique a la altura de la Porte de la Muette.

París esta circundada por cuatro vías de circunvalación, tanto interiores como exteriores. El bulevar periférico de París es en la actualidad prácticamente interior y es la segunda vía de circunvalación.
Por el interior del bulevar perférico discurren los nulevares de los Mariscales, que circunvalan París dentro de su término municipal. Se trata de un conjunto de rondas o bulevares urbanos, que se cruzan con calles mediante cruces o túneles (al atravesar grandes ejes radiales).
Al exterior del bulevar periférico, ya con normas de autopistas,  se encuentra el Segundo Periférico de París (A86), una autopista de 79 kilómetros de longitud.
A una distancia de en torno a 20 kilómetros del Periférico se ubica el Tercer Periférico de París conocido como la "Franciliana", formado por un conjunto de autopistas.
A una distancia variable según el tramo, de entre 100 y 200 kilómetros de la capital, se encuentra el Cuarto Periférico de París, conocido como la "Gran Circunvalación de París", que comprende varias autopistas que rodean la capital.

#### Bruselas
Bruselas tiene una vía de circunvalación exterior (el ring O) y al menos otra vía de circunvalación interior (La petite ceinture).

#### Moscú
Por su parte, Moscú posee seis anillos concéntricos de circunvalación, todos completos, de los cuales el segundo, tercero, cuarto y parte del primero tienen características de autovía. El más exterior de los seis anillos, una carretera convencional llamada A-108, mide 560 km de longitud.

### Asia

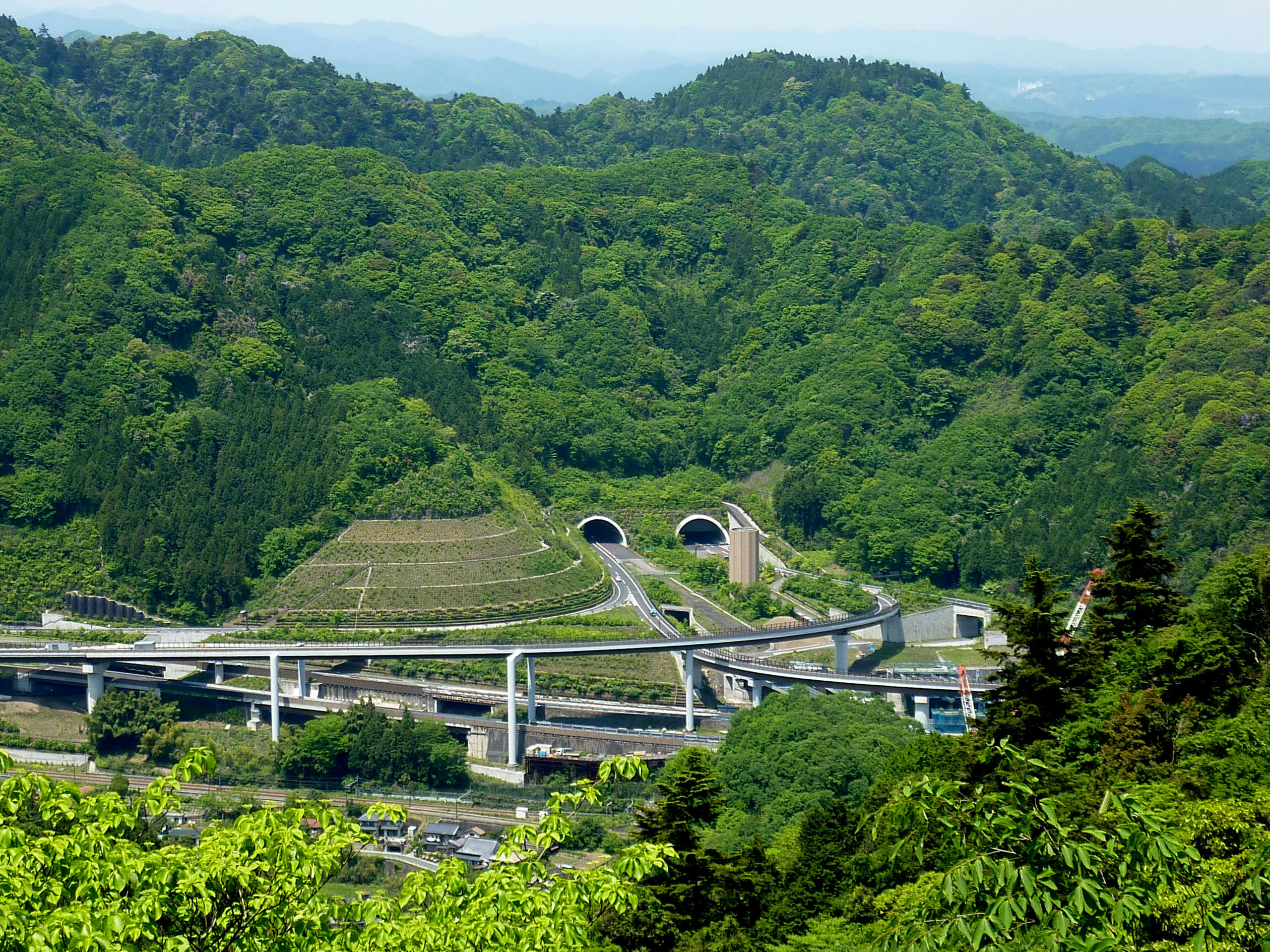
Autopista Ken-Ō C4 (Japón), cruce intercambiador Hachiōji (八王子 JCT)

Pekín, la capital de China, también tiene siete anillos de circunvalación: el primero es una ronda urbana y los seis exteriores son autopistas.
Tokio (Japón) posee 4 anillos de circunvalación: Anillo central C1, Anillo medio C2, Autopista Tokyo-Gaikan C3 y el más externo Autopista Ken-Ō C4 (Autopista Metropolitana Inter-ciudad) de aproximadamente 300 kilómetros de longitud.

### Brasil
Diversas ciudades brasileñas poseen anillos perimetrales, el más importante es Rodoanel Mário Covas, rodeando la ciudad de São Paulo, con 177 km de extensión. Su denominación oficial es la carretera SP-021, pero se conoce popularmente como "Rodoanel" en portugués (ruta anillo).
En Río de Janeiro están finalizando las obras del arco metropolitano, que tendrá una extensión proyectada de 145 kilómetros. Está prevista su finalización para 2014.
En Brasilia, el Eixo Monumental (Eje monumental), fue planificado como carretera perimetral.
En Campinas, el Anel Viário José Magalhães Teixeira está siendo expandido y se conectará directamente con el Aeropuerto Internacional de Viracopos en 2017.

### Estados Unidos

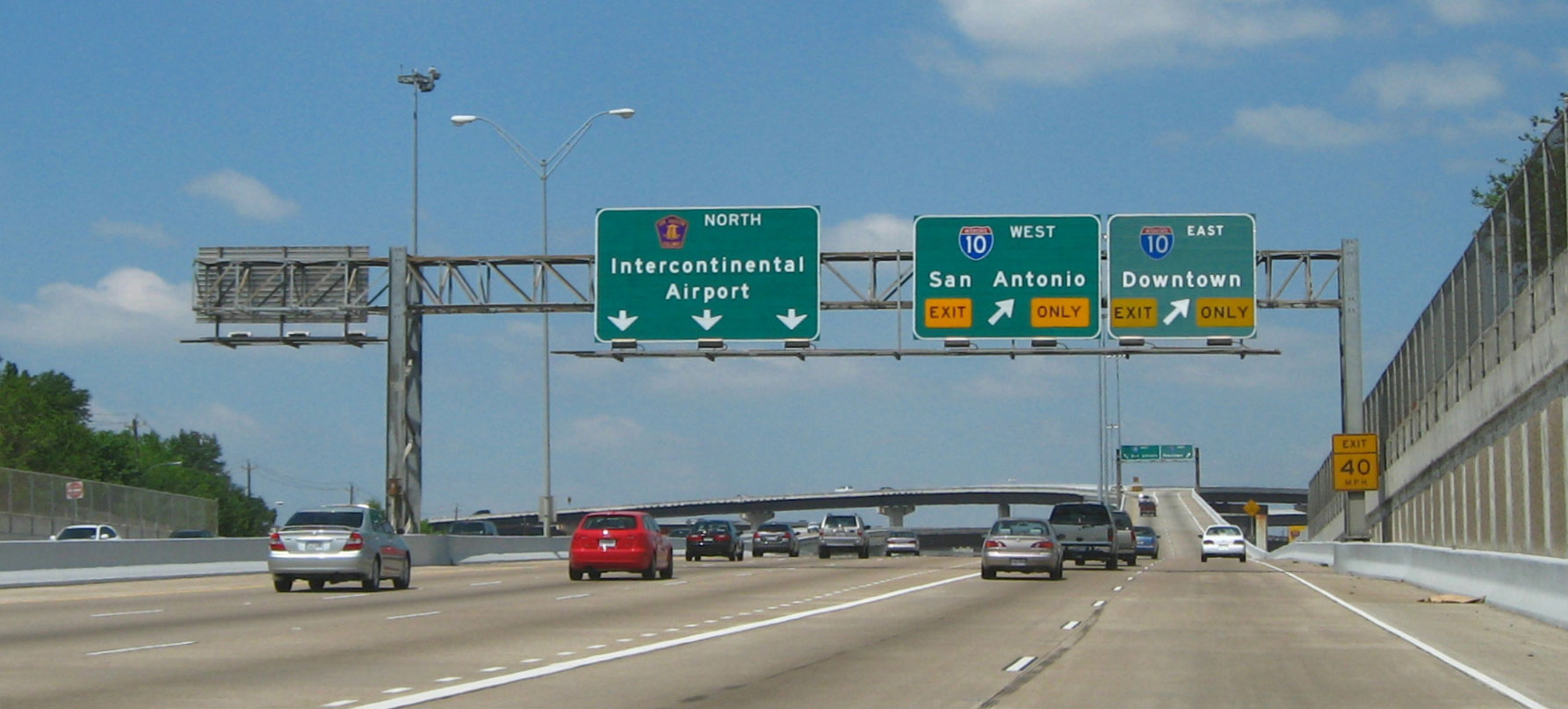
Beltway 8, una carretera de circunvalación en Houston, Texas

En los Estados Unidos casi todas las principales ciudades poseen carreteras de circunvalación, estas son parte de la red de Autopistas Interestatales de Estados Unidos. Un ejemplo de una carretera de circunvalación o anillo periférico es el Anillo periférico de Las Vegas en Nevada.